# Diskografie Hospital Records
Toto je seznam alb vydaných v Hospital Records a dceřiných labelech.
| Katalogové číslo | Umělec                             | Dílo                                                     | Typ média | Rok  |
| ---------------- | ---------------------------------- | -------------------------------------------------------- | --------- | ---- |
| NHS01            | Peter Nice Trio                    | Harp Of Gold / Son Of David                              | 12”       | 1996 |
| NHS02            | Peter Nice Trio                    | Flight Of The Vulture / The Last Supper                  | 12”       | 1996 |
| NHS03            | London Elektricity                 | Sister Stalking / Brother Ignoramus                      | 12”       | 1996 |
| NHS04CD          | Various Artists                    | Ultrasound                                               | CD        | 1997 |
| NHS05            | London Elektricity & Dwarf Electro | Ultrasound EP                                            | 12”       | 1997 |
| NHS06            | Various Artists                    | N.H.S. Funk EP                                           | 12”       | 1997 |
| NHS07            | London Elektricity                 | Song In The Key Of Knife / Theme From The Land Sanction  | 12”       | 1998 |
| NHS08            | London Elektricity                 | Pull The Plug / Dirty Dozen                              | 12”       | 1998 |
| NHS11            | London Elektricity                 | P.B.E. Remixes                                           | 12”       | 1999 |
| NHS12LP          | London Elektricity                 | Pull The Plug                                            | 4x12"     | 1999 |
| NHS12CD          | London Elektricity                 | Pull The Plug                                            | CD        | 1999 |
| NHS13            | London Elektricity                 | Song In The Key Of Knife                                 | 12”       | 1999 |
| NHS15            | London Elektricity                 | Rewind / Rewound                                         | 12”       | 1999 |
| NHS16            | Landslide                          | Drum + Bossa / Buddah                                    | 12”       | 1999 |
| NHS17            | London Elektricity                 | Wishing Well / Elektric D-Funk                           | 12”       | 2000 |
| NHS18            | London Elektricity                 | Out Patients EP – Volume 1                               | 2x12"     | 2000 |
| NHS19LP          | Various Artists                    | Out Patients – Volume 1                                  | 3x12"     | 2000 |
| NHS19CD          | Various Artists                    | Out Patients – Volume 1                                  | 2xCD      | 2000 |
| NHS20            | Marcus Intalex & ST Files          | Taking Over Me                                           | 12”       | 2000 |
| NHS21            | Landslide                          | Down Down / Fortuna                                      | 12”       | 2000 |
| NHS22            | Danny Byrd                         | Do It Again                                              | 12”       | 2000 |
| NHS23LP          | Landslide                          | Drum + Bossa                                             | 2x12"     | 2000 |
| NHS23CD          | Landslide                          | Drum + Bossa                                             | CD        | 2000 |
| NHS23SP          | Landslide                          | Drum + Bossa                                             | 12”       | 2000 |
| NHS24            | Landslide & London Elektricity     | Incurable Voices / Muted Voices                          | 10”       | 2000 |
| NHS25            | London Elektricity                 | Round The Corner / Round The Corner (Remix)              | 12”       | 2000 |
| NHS26            | London Elektricity                 | Round The Corner (Remix)                                 | 12”       | 2000 |
| NHS27            | Danny Byrd                         | Changes                                                  | 12”       | 2000 |
| NHS28            | London Elektricity                 | My Dreams                                                | 12”       | 2001 |
| NHS29            | Various Artists                    | Plastic Surgery – Volume 2 LP Sampler                    | 12”       | 2001 |
| NHS30LP          | Various Artists                    | Plastic Surgery – Volume 2                               | 4x12"     | 2001 |
| NHS30CD          | Various Artists                    | Plastic Surgery – Volume 2                               | 2xCD      | 2001 |
| NHS31            | London Elektricity                 | Round The Corner (Remix)                                 | 12”       | 2001 |
| NHS32            | Various Artists                    | Out Patients EP – Volume 2                               | 2x12"     | 2001 |
| NHS33LP          | Various Artists                    | Out Patients – Volume 2                                  | 3x12"     | 2001 |
| NHS33CD          | Various Artists                    | Out Patients – Volume 2                                  | 2xCD      | 2001 |
| NHS34            | High Contrast                      | Passion / Full Intension                                 | 12”       | 2001 |
| NHS35            | London Elektricity                 | My Dreams (Remix)                                        | 12”       | 2001 |
| NHS36            | Landslide                          | Hear My People                                           | 12”       | 2001 |
| NHS37            | High Contrast                      | Make It Tonight / Mermaid Scar                           | 12”       | 2001 |
| NHS38            | Delta                              | Submerged / Roots                                        | 12”       | 2001 |
| NHS39CD          | Various Artists                    | Hospital Mix: Drum & Bass Selection – Volume 1           | CD        | 2002 |
| NHS40            | High Contrast                      | Return Of Forever / So Confused                          | 12”       | 2002 |
| NHS41LP          | High Contrast                      | True Colours                                             | 4x12"     | 2002 |
| NHS41CD          | High Contrast                      | True Colours                                             | 2xCD      | 2002 |
| NHS42            | Danny Byrd & Xploding Plastix      | Plastic Surgery – Volume 3 LP Sampler                    | 12”       | 2002 |
| NHS43LP          | Various Artists                    | Plastic Surgery – Volume 3                               | 4x12"     | 2002 |
| NHS43CD          | Various Artists                    | Plastic Surgery – Volume 3                               | 2xCD      | 2002 |
| NHS44            | High Contrast                      | Global Love / Return Of Forever (Remix)                  | 12”       | 2002 |
| NHS44R           | High Contrast                      | Global Love (Remix) / Return Of Forever (Remix)          | 12”       | 2002 |
| NHS44CD          | High Contrast                      | Global Love / Global Love (Remix)                        | CD        | 2002 |
| NHS45            | Dagga Laughing                     | Gas / Talk Box                                           | 12”       | 2002 |
| NHS46            | London Elektricity                 | Cum Dancing / Down Low                                   | 12”       | 2002 |
| NHS47            | Klute                              | Part Of Me                                               | 12”       | 2002 |
| NHS48            | Landslide                          | It's Not Over                                            | 12”       | 2002 |
| NHS49            | High Contrast                      | Music Is Everything (Remix)                              | 12”       | 2002 |
| NHS50CD          | Various Artists                    | Hospital Mix: Drum & Bass Selection – Volume 2           | CD        | 2003 |
| NHS51            | Various Artists                    | Plastic Surgery – Volume 4 – Part 1                      | 2x12"     | 2003 |
| NHS52            | Phuturistix                        | Feel It Out / Feel It Out (Remix)                        | 12”       | 2003 |
| NHS53            | Various Artists                    | Plastic Surgery – Volume 4 – Part 2                      | 3x12"     | 2003 |
| NHS54CD          | Various Artists                    | Plastic Surgery – Volume 4                               | 2xCD      | 2003 |
| NHS55            | London Elektricity                 | Billion Dollar Gravy / Harlesden                         | 12”       | 2003 |
| NHS56LP          | London Elektricity                 | Billion Dollar Gravy                                     | 3x12"     | 2003 |
| NHS56CD          | London Elektricity                 | Billion Dollar Gravy                                     | CD        | 2003 |
| NHS57            | Various Artists                    | Out Patients EP – Volume 3                               | 12”       | 2003 |
| NHS58            | Cyantific                          | 90 / All Points West                                     | 12”       | 2003 |
| NHS59LP          | Various Artists                    | Out Patients – Volume 3                                  | 2x12"     | 2003 |
| NHS59CD          | Various Artists                    | Out Patients – Volume 3                                  | CD        | 2003 |
| NHS60            | High Contrast                      | Basement Track                                           | 12”       | 2003 |
| NHS61            | Phuturistix                        | Beautiful / Beautiful (Remix)                            | 12”       | 2003 |
| NHS61R           | Phuturistix                        | Beautiful (Remix)                                        | 12”       | 2003 |
| NHS62LP          | Phuturistix                        | Feel It Out                                              | 2x12"     | 2003 |
| NHS62CD          | Phuturistix                        | Feel It Out                                              | CD        | 2003 |
| NHS63            | London Elektricity                 | Different Drum (Remix) / Harlesden (Remix)               | 12”       | 2003 |
| NHS63R           | London Elektricity                 | Different Drum (Remix)                                   | 12”       | 2003 |
| NHS63Z           | London Elektricity                 | Different Drum (Remix)                                   | 10”       | 2003 |
| NHS64            | Lenny Fontana                      | Spread Love (Remix)                                      | 12”       | 2003 |
| NHS65            | Cyantific                          | Be True / Heart Beating                                  | 12”       | 2003 |
| NHS66CD          | Various Artists                    | Hospital Mix: Drum & Bass Selection – Volume 3           | CD        | 2004 |
| NHS67            | Nu:Tone                            | Breathless / Feel It                                     | 12”       | 2004 |
| NHS68            | Various Artists                    | Weapons Of Mass Creation – Volume 1 LP Sampler           | 12”       | 2004 |
| NHS69LP          | Various Artists                    | Weapons Of Mass Creation – Volume 1                      | 3x12"     | 2004 |
| NHS69CD          | Various Artists                    | Weapons Of Mass Creation – Volume 1                      | 2xCD      | 2004 |
| NHS70            | London Elektricity                 | Live At The Jazz Cafe                                    | 10”       | 2004 |
| NHS71            | Cyantific                          | Little Green Men / Quiet Star                            | 12”       | 2004 |
| NHS71G           | Cyantific                          | Little Green Men / Quiet Star                            | 12”       | 2004 |
| NHS72DVD         | London Elektricity                 | Live Gravy                                               | CD        | 2004 |
| NHS73            | High Contrast                      | Twilights Last Gleaming / Made It Last Night             | 12”       | 2004 |
| NHS73T           | High Contrast                      | Twilights Last Gleaming / Made It Last Night             | 12”       | 2004 |
| NHS74            | Various Artists                    | The Future Sound Of Cambridge EP – Volume 1              | 2x12"     | 2004 |
| NHS75            | Q Project                          | Nation 2 Nation / Living With Beaker                     | 12”       | 2004 |
| NHS76            | High Contrast                      | High Society LP Sampler                                  | 12”       | 2004 |
| NHS77LP          | High Contrast                      | High Society                                             | 4x12"     | 2004 |
| NHS77CD          | High Contrast                      | High Society                                             | CD        | 2004 |
| NHS78            | Cyantific                          | Output / Reincarnation Dub                               | 12”       | 2004 |
| NHS79            | Syncopix                           | General Hospital / Happy Happy, Joy Joy                  | 12”       | 2004 |
| NHS80            | High Contrast                      | Angels & Fly                                             | 12”       | 2004 |
| NHS81            | Logistics                          | Spacejam EP                                              | 2x12"     | 2004 |
| NHS82CD          | Various Artists                    | Hospital Mix: Drum & Bass Selection – Volume 4           | CD        | 2005 |
| NHS83            | Nu:Tone                            | Brave Nu World LP Sampler                                | 12”       | 2005 |
| NHS84LP          | Nu:Tone                            | Brave Nu World                                           | 3x12"     | 2005 |
| NHS84CD          | Nu:Tone                            | Brave Nu World                                           | CD        | 2005 |
| NHS85            | Seba & Paradox                     | Move On                                                  | 12”       | 2005 |
| NHS86            | Various Artists                    | Weapons Of Mass Creation – Volume 2 LP Sampler           | 12”       | 2005 |
| NHS87            | Nu:Tone                            | Seven Years (Remix) / Stay Strong                        | 12”       | 2005 |
| NHS88LP          | Various Artists                    | Weapons Of Mass Creation – Volume 2                      | 3x12"     | 2005 |
| NHS88CDVD        | Various Artists                    | Weapons Of Mass Creation – Volume 2                      | 3xCD      | 2005 |
| NHS89            | Ill Logic & Raf                    | The Price / We Are Now                                   | 12”       | 2005 |
| NHS90            | High Contrast                      | When The Lights Go Down / Magic                          | 12”       | 2005 |
| NHS90CL          | High Contrast                      | When The Lights Go Down / Only Two Can Play              | 12”       | 2005 |
| NHS91            | Cyantific                          | Don't Follow / Pulse 101                                 | 12”       | 2005 |
| NHS92            | London Elektricity                 | The Strangest Secret In The World / The Mustard Song     | 12”       | 2005 |
| NHS92S           | London Elektricity                 | The Strangest Secret In The World / Pussy Galore         | 7”        | 2005 |
| NHS93            | Q Project                          | Hello, My Name Is Q Project EP                           | 12”       | 2005 |
| NHS94            | London Elektricity                 | Power Ballads LP Sampler                                 | 12”       | 2005 |
| NHS95LP          | London Elektricity                 | Power Ballads                                            | 3x12"     | 2005 |
| NHS95CD          | London Elektricity                 | Power Ballads                                            | CD        | 2005 |
| NHS96            | Logistics                          | Release The Pressure EP                                  | 2x12"     | 2005 |
| NHS97            | Danny Byrd                         | Soul Function / Junction 18                              | 12”       | 2005 |
| NHS98            | Various Artists                    | The Future Sound Of Budapest EP                          | 2x12"     | 2005 |
| NHS99            | Syncopix                           | Travellin' Man / 8-Bit Blues                             | 12”       | 2005 |
| NHS100           | Various Artists                    | Hospitalised EP                                          | 2x12"     | 2006 |
| NHS100CD         | Various Artists                    | Hospitalised                                             | 3xCD      | 2006 |
| NHS101           | London Elektricity                 | Remember The Future / Out Of This World (Remix)          | 12”       | 2006 |
| NHS101R          | London Elektricity                 | Remember The Future (Remix) / I Don't Understand (Remix) | 12”       | 2006 |
| NHS102           | Cyantific & Logistics              | Flashback / Can't Let Go                                 | 12”       | 2006 |
| NHS103           | Cyantific                          | Ghetto Blaster                                           | 3x12"     | 2006 |
| NHS103CD         | Cyantific                          | Ghetto Blaster                                           | CD        | 2006 |
| NHS104           | Logistics                          | Blackout / Bounce                                        | 12”       | 2006 |
| NHS104PD         | Logistics                          | Blackout / Krusty Bass Rinser                            | 12”       | 2006 |
| NHS105           | Q Project                          | Computer Love EP                                         | 2x12"     | 2006 |
| NHS106           | Various Artists                    | The Future Sound Of Cambridge EP – Volume 2              | 2x12"     | 2006 |
| NHS107DVD        | London Elektricity                 | Live At The Scala                                        | CD        | 2006 |
| NHS108           | Cyantific                          | Ghetto Blaster (Remix) / Coming Unstuck                  | 12”       | 2006 |
| NHS109           | Danny Byrd                         | Dog Hill / Fresh 89                                      | 12”       | 2006 |
| NHS110           | Q Project                          | Renaissance Man                                          | 3x12"     | 2006 |
| NHS110CD         | Q Project                          | Renaissance Man                                          | CD        | 2006 |
| NHS111           | Logistics                          | Beatbox Master / Girl From Mars                          | 12”       | 2006 |
| NHS111S          | Logistics                          | Beatbox Master/ Machine                                  | 7”        | 2006 |
| NHS111P          | Logistics                          | Now More Than Ever LP Sampler – Part 1                   | 12”       | 2006 |
| NHS112           | Logistics                          | Now More Than Ever                                       | 4x12"     | 2006 |
| NHS112CD         | Logistics                          | Now More Than Ever                                       | 2xCD      | 2006 |
| NHS112P          | Logistics                          | Now More Than Ever                                       | 4x12"     | 2006 |
| NHS113           | Nu:Tone                            | The Things That Lovers Do / Missing Link                 | 12”       | 2006 |
| NHS114           | Logistics                          | City Life EP                                             | 2x12"     | 2006 |
| NHS115CD         | Various Artists                    | Hospital Mix Five (Mixed by London Elektricity)          |           | 2007 |
| NHS116           | High Contrast                      | Everything's Different / Green Screen                    | 12"       | 2007 |
| NHS117           | Various Artists                    | The Future Sound Of Tokyo EP                             | 2x12"     | 2007 |
| NHS120           | Nu:Tone                            | Beliefs / Beatnik (feat Pat Fulgoni)                     | 12”       | 2007 |
| NHS120G          | Nu:Tone                            | Beliefs / Missing Link (feat Pat Fulgoni)                | 12”       | 2007 |
| NHS7002          | Skitz & Aquasky                    | Be… / Another Day                                        | 7”        | 2000 |
| NHS7003          | London Elektricity & Phuturistix   | Out Patients – Volume 3 LP Sampler                       | 7”        | 2003 |
| NHS7004          | Nu:Logic & JFB                     | Weapons Of Mass Creation – Volume 1 LP Sampler           | 7”        | 2004 |
| NHS7005          | Logistics & Tomahawk               | Weapons Of Mass Creation – Volume 2 LP Sampler           | 7”        | 2005 |
| NHS7100          | Peter Nice Trio                    | Harp Of Gold / Flight Of The Vulture                     | 7”        | 2006 |
| NHS122           | Nu:Tone                            | Back of Beyond                                           | CD        | 2007 |
| NHS126           | High Contrast                      | Tough Guys Don't Dance                                   | CD        | 2007 |
| NHS131           | Various Artists                    | Hospital Mix Six (Mixed by Cyantific)                    |           | 2008 |
| NHS134           | Logistics                          | Reality Checkpoint                                       |           | 2008 |
| NHS139           | Danny Byrd                         | Supersized                                               |           | 2008 |
| NHS142           | London Elektricity                 | Syncopated City                                          |           | 2008 |
| NHS143           | Mistabishi                         | Greed / Lean                                             | 12"       | 2008 |
| NHS144           | Various Artists                    | Future Sound Of Cambridge 3                              | CD, 3x12" | 2008 |
| NHS145           | Q Project                          | Credit Crunch / Just Three Things                        |           | 2008 |
| NHS146           | London Elektricity                 | All Hell Is Breaking Loose / This Dark Matter (Remix)    | MP3       | 2008 |
| NHS147CD         | Various Artists                    | Hospital Mix Seven (Mixed By Danny Byrd)                 | CD        | 2009 |
| NHS148           | Mistabishi                         | Drop                                                     |           | 2009 |
| NHS149           | Logistics                          | Jungle Music / Toy Town                                  |           | 2009 |
| NHS150           | High Contrast                      | Basement Track (Remix) / Seven Notes In Black            |           | 2009 |
| NHS151CD         | High Contrast                      | Confidential                                             | CD        | 2009 |
| NHS153           | Various Artists                    | Sick Music Sampler 1                                     | 12"       | 2009 |
| NHS154           | Various Artists                    | Sick Music                                               | 4x12"     | 2009 |
| NHS155           | Various Artists                    | Sick Music Sampler 2                                     | 12"       | 2009 |

## Diskografie labeluM*A*S*H
| Katalogové číslo | Umělec          | Dílo                             | Typ média | Rok  |
| ---------------- | --------------- | -------------------------------- | --------- | ---- |
| MASH01           | Child Support   | Twin Peaks / Stop, Look & Listen | 12"       | 2003 |
| MASH02           | Syncopix        | Soul Secure / Paris              | 12"       | 2003 |
| MASH03           | Konsta          | Flirt / What I Need              | 12"       | 2003 |
| MASH04           | Crisis Loan     | Ice Scream / Rumplestiltskin     | 12"       | 2003 |
| MASH05           | Child Support   | London Zoo / Strawberry Jam      | 12"       | 2004 |
| MASH06           | Crisis Loan     | Caped Crusader / Karachi Kops    | 12"       | 2004 |
| MASH07           | Radar           | Fiece Funk / King Tut            | 12"       | 2005 |
| MASH08           | Various Artists | M*A*S*H Compilation              | CD        | 2005 |
| MASH09           | Logistics       | Uprock / Static                  | 12"       | 2005 |

## DiskografieMed School
| Katalogové číslo | Umělec             | Dílo                                  | Typ média | Rok  |
| ---------------- | ------------------ | ------------------------------------- | --------- | ---- |
| MEDIC1           | S.P.Y.             | Black Flag / Double Dragon            | 12"       | 2006 |
| MEDIC2           | CLS                | Black & White / Tell Me What You Want | 12"       | 2006 |
| MEDIC3           | Fracture & Neptune | Ventura / Sagrada Familia             | 12"       | 2006 |
| MEDIC4           | Icicle             | So Close / Numbers                    | 12"       | 2007 |
| MEDIC5           | S.P.Y.             | Ghost Ship / Silent Sleeper           | 12"       | 2007 |
| MEDIC6           | Craggz             | My Detroit / Flick The Switch         | 12"       | 2007 |
| MEDIC7           | Various Artists    | New Blood EP                          | 2x12"     | 2008 |
| MEDIC8           | Martsman           | 8-Bit Bouncer / Halow                 | 12"       | 2008 |
| MEDIC9           | Fracture & Neptune | Time Will Tell / Sky Song             | 12"       | 2008 |
| MEDIC10          | Minotour           | Don't Worry / Torn Between            | 12"       | 2008 |
| MEDIC11          | Randomer           | Blind / Jobless                       | 12"       | 2008 |
| MEDIC12          | Martsman           | Trueschool Drumkit Wonder EP          | 12"       | 2008 |
| MEDIC13          | Trisector          | Morning Rain / Structured Light       | 12"       | 2009 |
| MEDIC14          | Bop                | Song About My Dog                     | 12"       | 2009 |